# Laayoune (Argélia)
Laayoune (em árabe: العيون), anteriormente Taine durante a colonização francesa, é uma comuna localizada na província de Tissemsilt, Argélia. Sua população estimada em 2008 era de 20 579 habitantes.